# Uso histórico del kana
El uso histórico del kana (歴史的仮名遣 rekishiteki kanazukai?) se refiere a un kanazukai (sistema de escritura del silabario japonés) antiguo, que está obsoleto con la pronunciación actual del japonés. Se diferencia del uso moderno (Gendai Kanazukai) en el número de caracteres y su uso.
La escritura histórica del kana fue plenamente usada hasta después de la Segunda Guerra Mundial. El sistema moderno fue adoptado por el Gabinete en 1946. Ahora también conocido como Kyū-Kanazukai (旧仮名遣 "kanazukai antiguo?), conocido antes como Sei-Kanazukai (正仮名遣 "uso adecuado del kana"?) durante la época en la que fue empleado.
El kana histórico para las palabras puede estar representado en muchos diccionarios japoneses como el Kōjien. En la edición actual del Kōjien el uso del kana histórico es diferente, aparece en minúscula katakana entre el kana moderno y las formas de las palabras en kanji. Ediciones anteriores del diccionario tienen prioridad al uso histórico del kana.

## Diferencias generales
Esta sección usa la romanización Nihon-shiki para づ, ず, ぢ, y じ.
En el uso histórico del kana:
- Se usaban dos kanas actualmente obsoletos: ゐ/ヰ wi y ゑ/ヱ we. Son pronunciados como i y e. Las palabras que antiguamente eran escritas con ellos ahora se escriben con い i y え e respectivamente.
- Fuera de su uso como  partículas, el kana を wo se usa para representar el sonido o.
- Sonidos Yōon, como しょう shō o きょう kyō, no se escriben con kanas pequeños (ゃ, ゅ, ょ), sino a tamaño normal (や, ゆ, よ).
- La serie de kana ha hi hu he ho se usa para representar los sonidos wa, i, u, e, o, respectivamente.
- Se toma prioridad a la gramática sobre la pronunciación. Por ejemplo, el verbo warau (reír), se escribe わらふ warahu, y de acuerdo con las reglas gramaticales japonesas, waraou, la forma volitiva de warau, se escribe わらはう warahau.
- El kana づ du y ぢ di, se usa principalmente en rendaku en el uso moderno del kana, son muy comunes. El uso del kana moderno sustituye con una pronunciación idéntica a  ず zu y じ zi en muchos casos.

La mayor parte del uso histórico del kana representaba con precisión los sonidos en la era Heian. Como el lenguaje hablado continuaba en desarrollo, algunas ortografías resultan extrañas para el ojo moderno. Como estas peculiaridades siguen patrones bastante regulares, no son difíciles de aprender. Sin embargo, algunos de los usos históricos del kana están simplemente equivocados. Por ejemplo, 
或いは / 或ひは / 或ゐは aruiwa (o) debe ser 或いは,
用ゐる / 用ひる mochiiru (uso) debe ser 用ゐる, y
つくえ / つくゑ tsukue (mesa) puede ser つくえ, de acuerdo a pronunciaciones antiguas.
Algunas formas raras del kana no se usan, de hecho, en el uso histórico del kana. Por ejemplo, escribiendo どじょう dojō (pescar), en la forma どぜう dozeu no es un uso histórico del kana (como どぢやう dodiyau), pero era una especia de jerga escrita ordinaria en el Período Edo. 

## Ejemplo
He aquí algunos ejemplos representativos que muestran la representación histórica y moderna del kanji.
| Uso Histórico | Uso Histórico    | Uso actual | Uso actual | Kanji | Traducción            |
| ------------- | ---------------- | ---------- | ---------- | ----- | --------------------- |
| けふ          | kefu             | きょう     | kyō        | 今日  | hoy                   |
| てふ          | tefu             | ちょう     | chō        | 蝶    | mariposa              |
| ゐる          | wiru             | いる       | iru        | 居る  | ser, existir          |
| あはれ        | ahare            | あわれ     | aware      | 哀れ  | desvalido, lamentable |
| かへる        | kaheru           | かえる     | kaeru      | 帰る  | volver a casa         |
| ゑびす        | webisu           | えびす     | ebisu      | 夷    | bárbaro, salvaje      |
| くわし        | kuwashi (kwashi) | かし       | kashi      | 菓子  | dulces                |
| とうきやう    | toukyau          | とうきょう | Tōkyō      | 東京  | Tokyo                 |

El cuadro en la parte inferior ofrece una lista más completa de los cambios en los patrones de la ortografía.
El uso histórico del kana puede usarse en grandes diccionarios y diccionarios especializados en escritura antigua, impresos en Japón. La causa de la gran discrepancia entre la pronunciación y la ortografía y la adopción extendida del uso moderno del kana, el uso histórico del kana casi nunca es visto, excepto en pocos casos especiales. Empresas, santuarios y gente usan ocasionalmente el kana antiguo como ゑびす (Ebisu).
En suma, formas alternas de kana, conocidas como hentaigana (変体仮名), han desaparecido prácticamente. Algunas formas que permanecen, como kisoba, a menudo se escriben usando kanas obsoletos en carteles de tiendas.
El uso de を (pronunciado antiguamente como /wo/), へ, y は utilizadas como partículas de oraciones en lugar de お, え, y わ son restos del uso histórico.

## Romanización
Lectores occidentales se encuentran ocasionalmente con palabras romanizadas de acuerdo al uso histórico, aunque we suele representarse ye. Aquí aparecen algunos ejemplos, con modernas romanizaciones entre paréntesis:
- Inouye (Inoue): un nombre propio japonés
- Yen (En): la unidad básica de la moneda japonesa
- Tokugawa Iyeyasu (Ieyasu)
- Uyeno (Ueno): nombre de un lugar
- Yedo (Edo): antiguo nombre de Tokio
- Kwannon (Kannon): un Bodhisattva
- Kwaidan (Kaidan), significa historia de miedo, el título de una colección de historias de miedo japonesas compiladas por Lafcadio Hearn
- Universidad Kwansei Gakuin (Kansai): una universidad de Kōbe y Nishinomiya
- Iwo Jima (Iō-jima): Una isla conocida como lugar de batalla durante la Segunda Guerra Mundial